# 塞西莉·馮·齊格薩

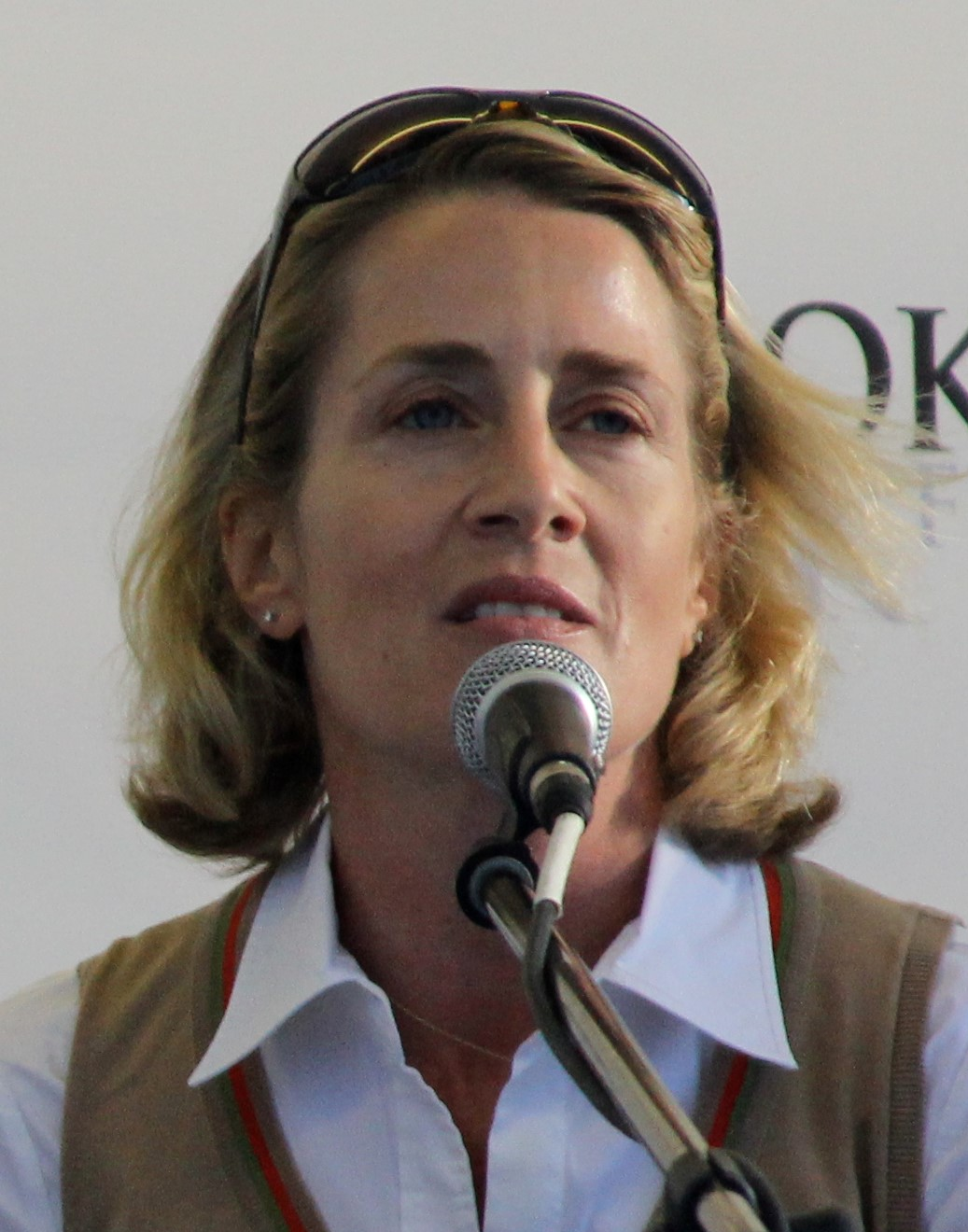
塞西莉·馮·齊格薩

塞西莉·馮·齊格薩（Cecily von Ziegesar，1970年6月27日—）是一位美国作家，她是花邊教主的作者。

## 生平
塞西莉·冯·齐格萨生于纽约，祖先是德意志贵族。 她儿时想成为一名芭蕾舞者；她从三岁开始學跳芭蕾舞，八岁时來到一家芭蕾舞學校试镜，但未能被錄用。後來塞西莉·冯·齐格萨进入科尔比学院学习。然后她在布达佩斯呆了一年。随后她回到美国，並在亚利桑那大学学习写作，但不久后就退学了。 